# وادي الحريش
وادي الحريش (بفتح أوله وكسر ثانيه) هو واد صغير في سراة بلاد بلقرن غرب قرى آل يزيد تسيل مياهه إلى تهامة غرباً حتى تصب في وادي النضر من روافد وادي يبة.